# Альмквист, Суне
Суне Лисон Альмквист (швед. Sune Lison Almkvist; 4 февраля 1886, Уппсала — 8 августа 1975, Дандерюд, Стокгольм) — шведский футболист, игрок в хоккей с мячом и теннисист. Выступал за национальные сборные Швеции по футболу и хоккею с мячом. Участник Олимпийских игр 1908 года. Первый глава Шведской ассоциации хоккея с мячом.

## Биография
Выступал за «Уппсалу» в футболе и хоккее с мячом. За футбольный клуб дважды доходил до финала чемпионата Швеции, а в хоккее с мячом вместе с клубом одиннадцать раз становился чемпионом страны.
В 1908 году провёл четыре матча за национальную сборную по футболу. В октябре 1908 года в её составе участвовал в Олимпийских играх 1908 года. На турнире принял участие во встрече с Великобританией (1:12).
На Олимпийских играх 1912 года в Стокгольме принимал участие в качестве помощника судьи.
В 1925 году стал первым главой Шведской ассоциации хоккея с мячом. Занимал этот пост до 1950 года. Опубликовал несколько книг на тему хоккея с мячом: «Правила хоккея на льду» (1907), «Правила хоккея с мячом» (1917) и «Хоккей с мячом» (1919).
Помимо хоккея с мячом и футбола также играл в теннис. В 1918 и 1919 годах выиграл чемпионат Швеции в парном разряде.
В 1921 года стал практикующим врачом в Стокгольме. С 1931 года работал врачом-венерологом в Стокгольмской городской поликлинике.
Умер в Дандерюде 8 августа 1975 года.

## Достижения

### Хоккей с мячом
Уппсала
- Чемпион Швеции: 1907, 1910, 1911, 1912, 1913, 1915, 1916, 1917, 1918, 1919, 1920

### Футбол
Уппсала
- Финалист чемпионата Швеции: 1907, 1908

### Теннис
- Чемпион Швеции в парном разряде: 1918, 1919